# Historia del uniforme del Paris Saint-Germain Football Club

## Historia y evolución

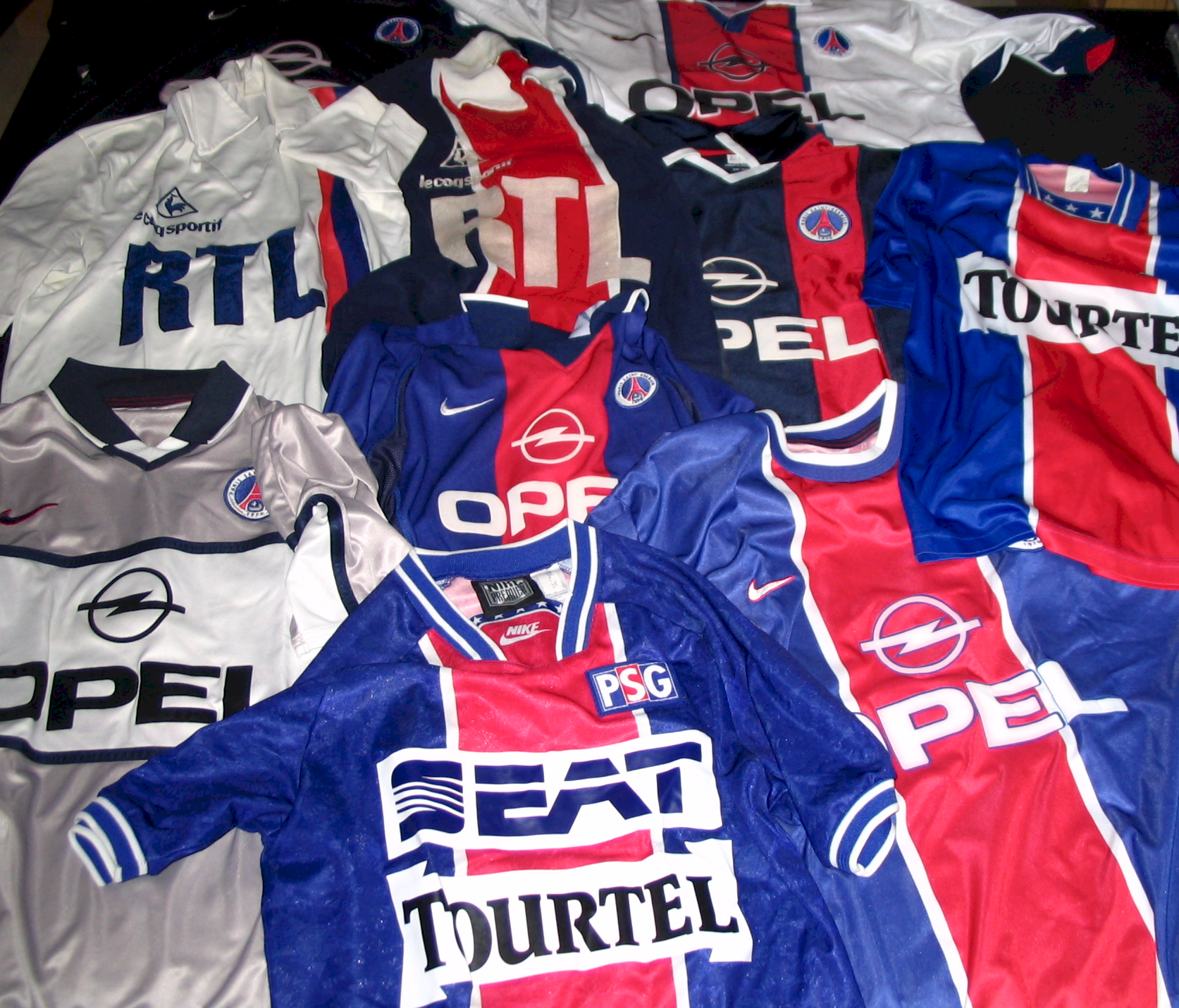
Distintos uniformes del PSG.

El Paris Saint-Germain jugó, principalmente, de color blanco hasta 1970. Sin embargo, tras la fusión el PSG adoptó los colores rojo y azul de París junto con líneas blancas del Stade Saint-Germain. La primera camisa del PSG en 1970 fue de color rojo con pantalón blanco y medias azules. Los colores blanco y azul se repitieron en el cuello y los puños. El logotipo del club se situaba en el corazón. En 1970-1971, el logo del proveedor, Le Coq Sportif, no era visible, mientras que sí lo fue en la temporada siguiente. Otros cambios de camiseta con respecto a la campaña anterior fue el cuello en forma de V. El pantalón blanco y medias azules permanecen sin cambios.
El diseñador Daniel Hechter se unió al club en mayo de 1973 y diseñó una camiseta que se convirtió en un poderoso símbolo del club. Consiste en una barra roja vertical central enmarcado por líneas blancas y el resto de la camiseta era azul. Con esta camiseta el club ascendió a primera división en la temporada 1973/74. El origen de estos colores parecer estar en que Daniel Hechter quedó tan impresionado por la llamativa franja roja del Ajax, que lo usó como inspiración para el uniforme del PSG, aunque cambió el color para que coincida los colores de la ciudad de París y el logo del club. Los tonos rojos y azules han cambiado, y el tamaño de la franja central roja también. La camiseta aún es la oficial hoy en día, pero se ha visto muchos intentos de cambio, todas rechazadas por los aficionados. Una versión invertida principalmente de color rojo con azul de la línea vertical central fue utilizado como una segunda equipación local a mediados de los 70.
Francis Borelli, el sucesor de Daniel Hechter, fue el primero que intentó cambiar la camiseta de Hechter adornándola con un conjunto de dos rayas finas rojo y azul sobre el fondo de una camiseta blanca. Esta camiseta se convirtió en la equipación oficial del club como local en 1981 hasta comienzos de los años 1990. En 1992-1993 el club adopta una camiseta blanco con detalles azules en los hombros.
La camiseta blanca dejó de utilizarse en 1993 en detrimento de una equipación principalmente azul y una barra vertical central roja que se multiplica en los lados, pero los fans estaban muy descontentos y la apodaron "la portada". En 1994, el club decidió adoptar
una réplica de la camiseta de Hechter en un color azul claro. Este diseño fue el que permaneció hasta 2000. En ese momento el azul se convierte en azul marino y las finas líneas blancas desaparecen, provocando la ira de los seguidores. Haciendo caso omiso de las demandas de sus fanáticos, el club todavía cambiaría nuevamente la camiseta en 2001 reduciendo drásticamente el ancho de la barra roja, que se desplazó hacia la izquierda. En 2002 las orlas blancas hacen su reaparición alrededor de la banda roja, que siempre se reduce y se coloca en la izquierda. Esta camiseta se conservó durante tres temporadas. En 2005, volvió la camiseta "histórica", para el deleite de los aficionados. En 2006 la banda roja central se redujo, pero volvió a su tamaño tradicional al año siguiente.
En 2010, con motivo del 40.º aniversario de la fundación del club, la equipación volvió a sus orígenes de 1970, con camiseta roja, pantalón blanco y medias azules. La camiseta habitual del club pasó a ser la equipación de visitante.
Le Coq Sportif fue el proveedor del PSG desde 1970 a 1975, año en que Adidas se hizo cargo de la campaña 1975/76, antes de regresar Le Coq Sportif en 1976/77 hasta 1986. Adidas fue el proveedor del club hasta 1989, fecha de la firma con Nike hasta la actualidad.

## Evolución cronológica

### Titular
|           |           |           |           |           |           |           |           |           |           |
| 1970-1971 | 1971-1972 | 1972-1973 | 1973-1974 | 1974-1975 | 1975-1976 | 1976-1977 | 1977-1978 | 1978-1981 | 1981-1990 |
| 1992-1993 | 1993-1994 | 1994-1995 | 1995-1996 | 1996-1997 | 1997-1998 | 1998-1999 | 1999-2000 | 2000-2001 | 2001-2002 |
| 2002-2003 | 2003-2004 | 2004-2005 | 2005-2006 | 2006-2007 | 2007-2008 | 2008-2009 | 2009-2010 | 2010-2011 | 2011-2012 |
| 2012-2013 | 2013-2014 | 2014-2015 | 2015-2016 | 2016-2017 | 2017-2018 | 2018-2019 | 2019-2020 | 2020-2021 | 2021-2022 |
| 2022-2023 | 2023-2024 | 2024-2025 |           |           |           |           |           |           |           |

### Alternativo
|           |           |           |           |           |           |           |           |           |           |
| 1970-1971 | 1971-1972 | 1972-1973 | 1978-1981 | 1981-1987 | 1987-1990 | 1990-1992 | 1992-1993 | 1993-1994 | 1994-1995 |
| 1995-1996 | 1996-1997 | 1997-1998 | 1998-1999 | 1999-2001 | 2001-2002 | 2002-2003 | 2003-2004 | 2004-2005 | 2005-2006 |
| 2006-2007 | 2007-2008 | 2008-2009 | 2009-2010 | 2010-2011 | 2011-2012 | 2012-2013 | 2013-2014 | 2014-2015 | 2015-2016 |
| 2016-2017 | 2017-2018 | 2018-2019 | 2019-2020 | 2020-2021 | 2021-2022 | 2022-2023 | 2023-2024 | 2024-2025 |           |

### Tercero
| 2024-2025 |           |           |           |           |           |           |           |           |           |
|           |           |           |           |           |           |           |           |           |           |
| 1971-1972 | 1972-1973 | 1976-1978 | 1981-1983 | 1986-1987 | 1987-1989 | 1996-1997 | 1997-1998 | 1999-2000 | 2001-2002 |
| 2003-2004 | 2004-2005 | 2005-2006 | 2006-2007 | 2007-2008 | 2008-2009 | 2010-2011 | 2011-2012 | 2012-2013 | 2013-2014 |
| 2014-2015 | 2015-2016 | 2016-2017 | 2017-2018 | 2018-2019 | 2019-2020 | 2020-2021 | 2021-2022 | 2022-2023 | 2023-2024 |

### Cuarto
|           |           |           |           |           |           |           |           |           |
| 1973-1975 | 2015-2016 | 2018-2019 | 2019-2020 | 2020-2021 | 2021-2022 | 2022-2023 | 2023-2024 | 2024-2025 |

## Patrocinio
| Periodo   | Proveedor      | Patrocinador     |
| --------- | -------------- | ---------------- |
| 1970–1972 |                | Ninguno          |
| 1972–1973 | Montreal       |                  |
| 1973–1974 | Canada Dry     |                  |
| 1974–1975 |                |                  |
| 1975–1976 | Kopa           |                  |
| 1976–1977 |                |                  |
| 1977–1978 |                |                  |
| 1978–1986 |                |                  |
| 1986–1988 |                | Canal+ (Francia) |
| 1988–1989 | La Cinq        |                  |
| 1989–1990 |                | TDK              |
| 1990–1991 | Alain Afflelou |                  |
| 1991–1992 | Müller         |                  |
| 1992–1994 | Tourtel        |                  |
| 1994–1995 | Tourtel        |                  |
| 1995–2002 | Opel           |                  |
| 2002–2006 | Thomson        |                  |
| 2006–2019 | Fly Emirates   |                  |
| 2019–2022 | AccorHotels    |                  |
| 2022–     | Qatar Airways  |                  |